# Saison 2019 de l'équipe cycliste Boels Dolmans
La saison 2019 de l'équipe cycliste Boels Dolmans est la dixième de la formation. La sprinteuse belge Jolien D'Hoore, la grimpeuse américaine Katie Hall, la jeune Néerlandaise Eva Buurman et la vététiste Annika Langvad rejoignent l'équipe. Elizabeth Deignan quitte définitivement la formation après sa pause en 2018. Megan Guarnier prend sa retraite. Enfin, Anna Plichta part également.
L'équipe conserve son statut de numéro une mondiale. Néanmoins, sa domination est moins nette que l'année précédente. La championne du monde en titre Anna van der Breggen remporte la Flèche wallonne pour la cinquième fois, le Tour de Californie et le Grand Prix de Plouay. Elle est également deuxième du Tour d'Italie, du championnat du monde du contre-la-montre et sur route. Amy Pieters est également une source de satisfaction avec le titre de championne d'Europe sur route, celui de championne du monde de la course à l'américaine, ainsi que la troisième place du Women's Tour. Christine Majerus gagne le Boels Ladies Tour ainsi que La Classique Morbihan. Jolien D'Hoore connait une saison marquée par les blessures à répétition. Elle remporte néanmoins trois courses. Karol-Ann Canuel est championne du Canada. Chantal Blaak gagne le Circuit Het Nieuwsblad puis se classe deuxième du Tour de Drenthe, se montre néanmoins plus discrète par la suite. Katie Hall est deuxième du Tour de Californie et septième du Tour d'Italie. Annika Langvad réalise de remarquée début sur route avec une deuxième place sur les Strade Bianche et une quatrième place à l'Amstel Gold Race. Jip van den Bos effectue un bon début de saison avec une victoire au Samyn des Dames et une troisième place au circuit Het Nieuwsblad. Anna van der Breggen est cinquième des classements UCI et World Tour. Boels Dolmans est la meilleure équipe dans les deux classements.

## Préparation de la saison

### Partenaires et matériel de l'équipe

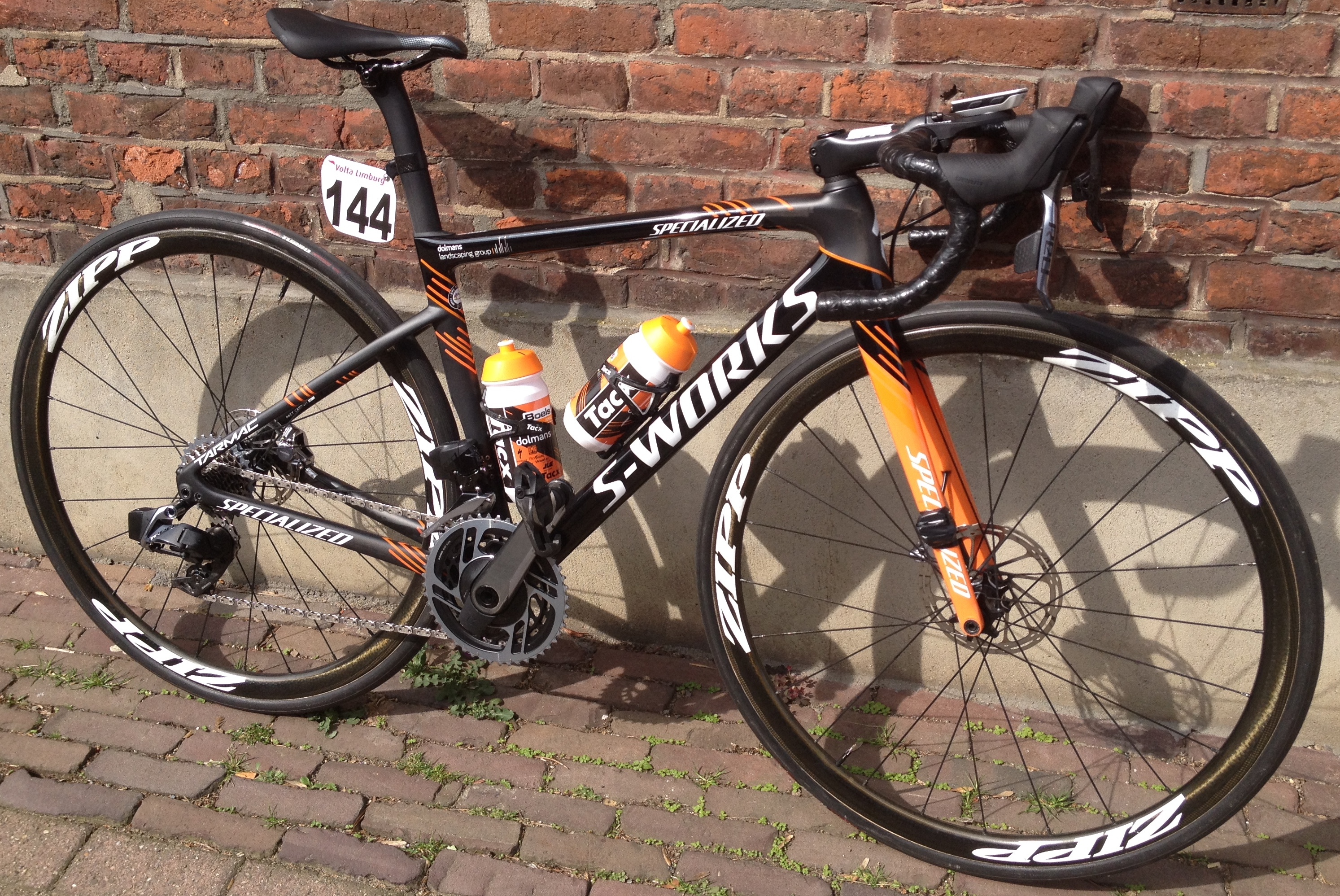
Vélo de l'équipe

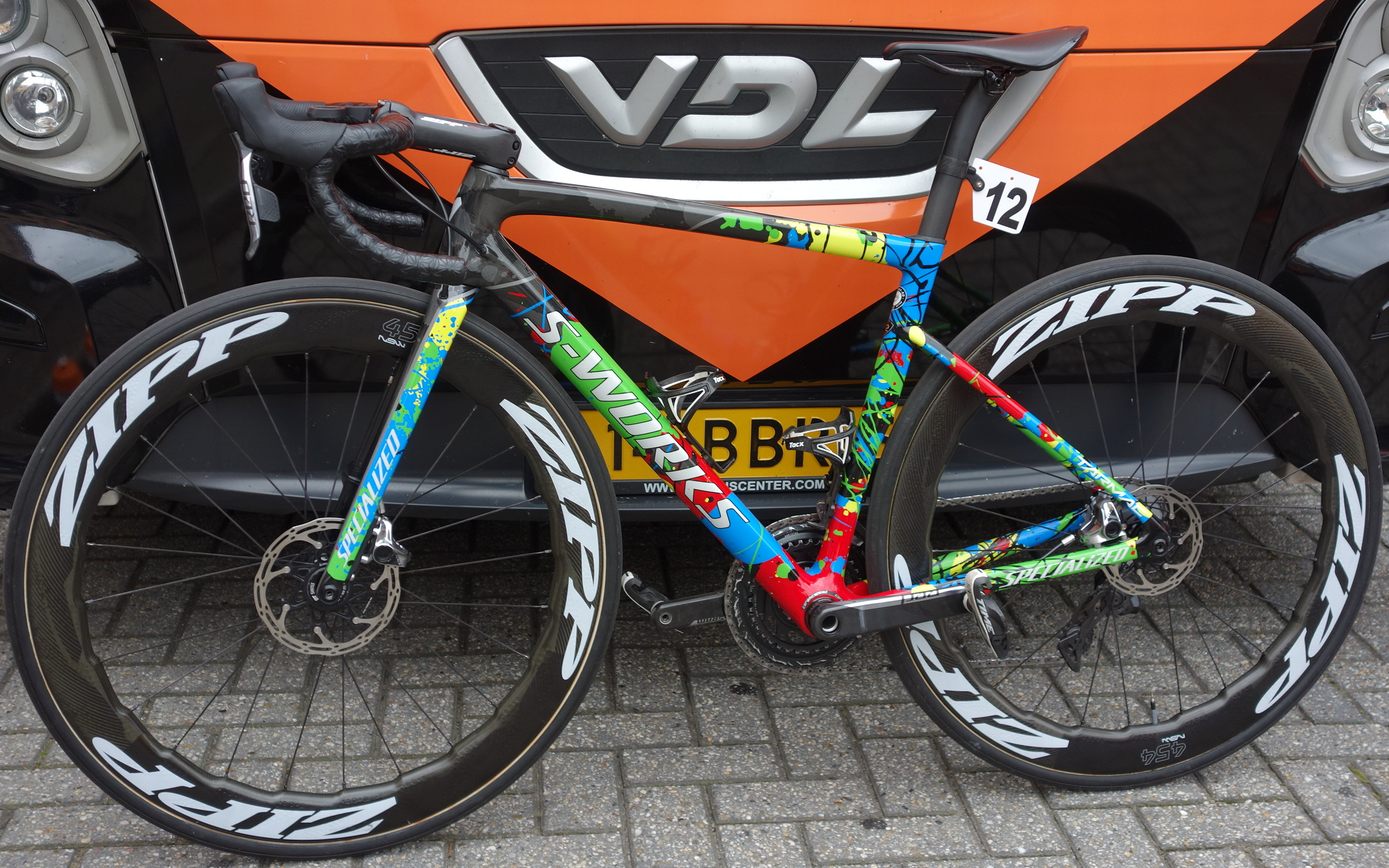
Vélo de Anna van der Breggen

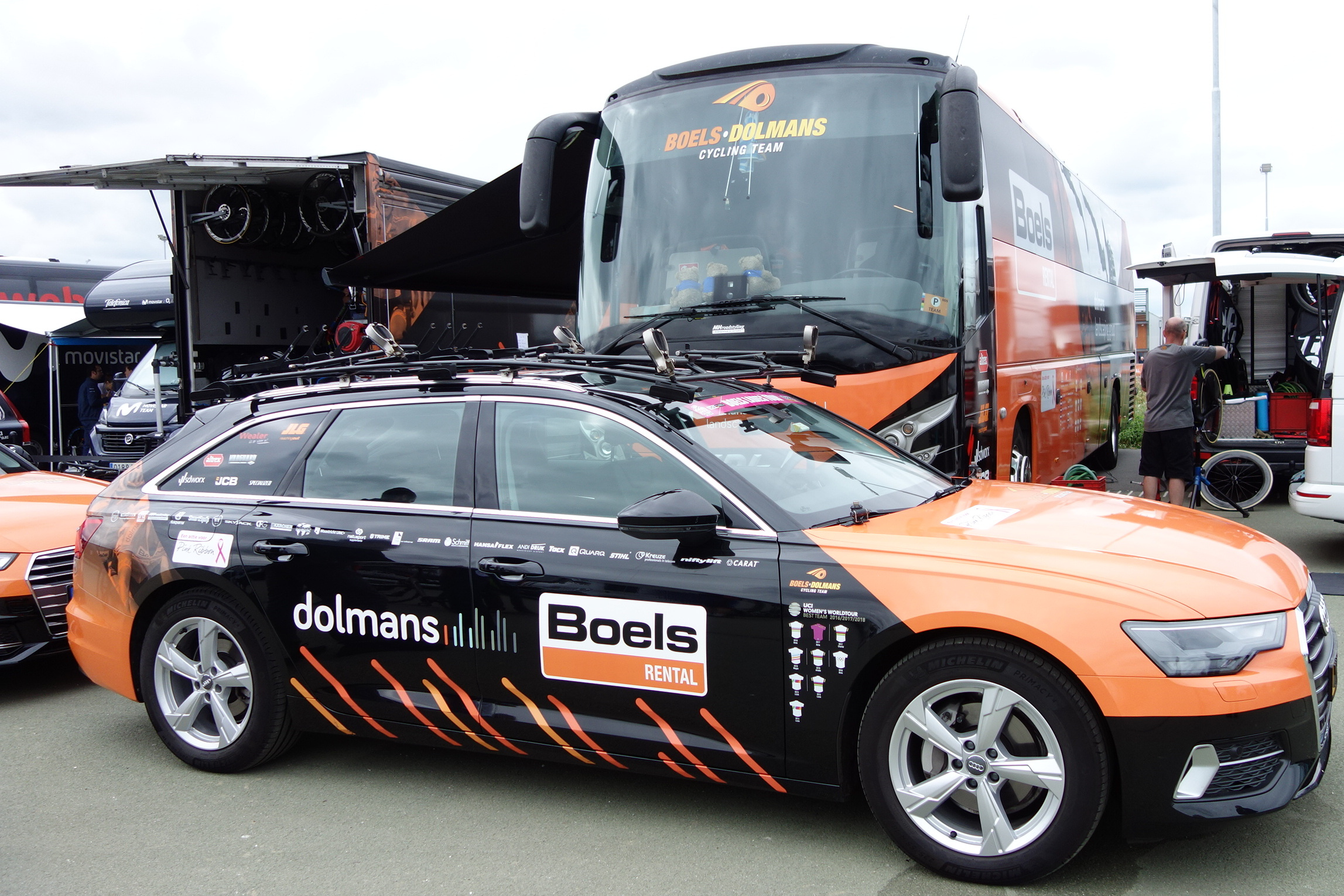
Voiture de l'équipe

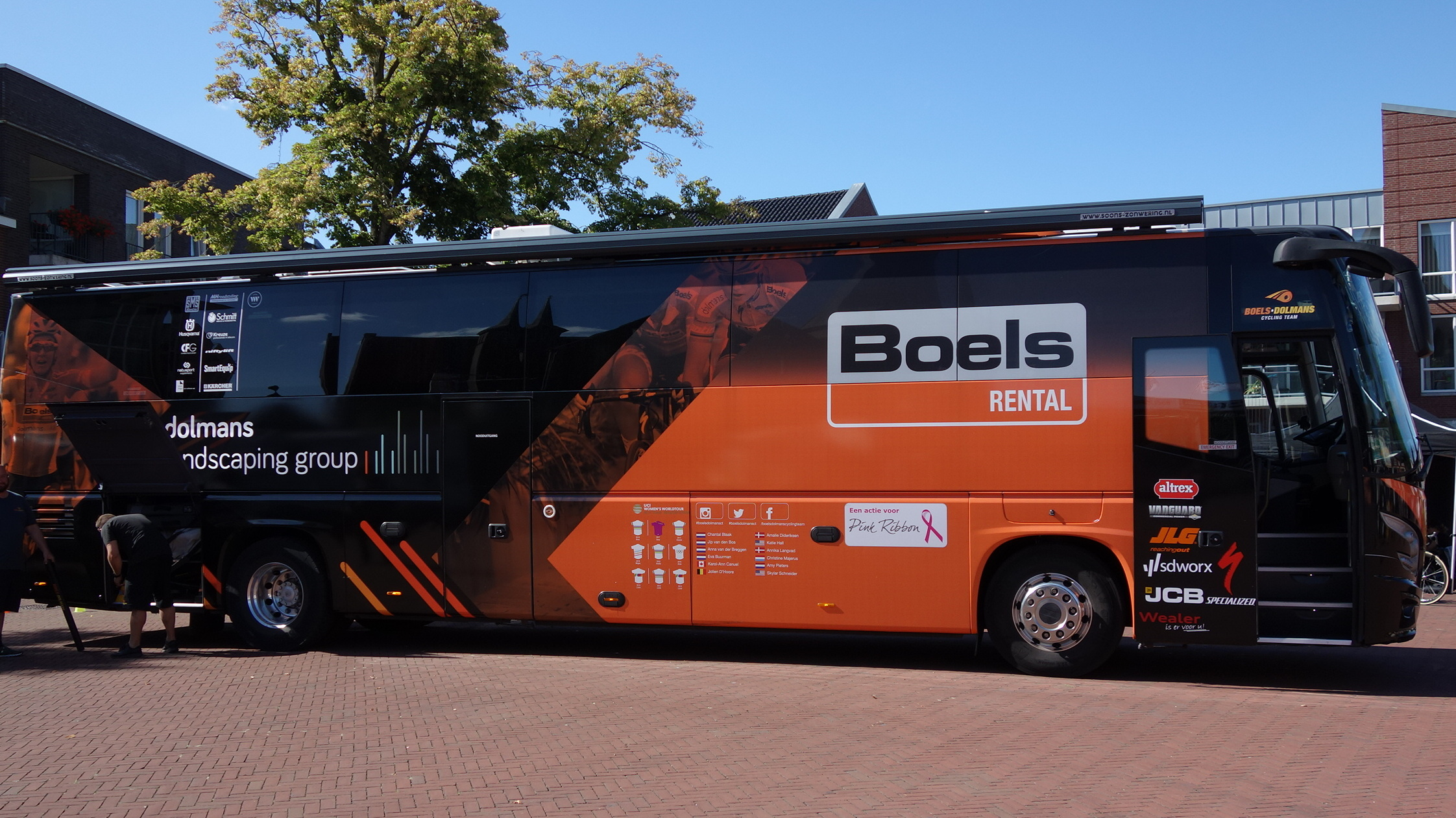
Bus de l'équipe

L'équipe est parrainée par Boels Rental, une société de location de matériel de chantier et bricolage, et par Dolmans Landscaping Group une société de paysagisme. De nombreux autres partenaires apportent leur soutien financier à l'équipe.
Au niveau matériel, l'équipe utilise des vélos Specialized Tarmac SL6, équipés  de groupe SRAM, de roues Zipp.
L'équipe réalise son camp d'entraînement en décembre en Espagne.

### Arrivées et départs
L'effectif est globalement stable. La sprinteuse belge Jolien D'Hoore est la principale recrue. La grimpeuse Katie Hall et la jeune coureuse néerlandaise Eva Buurman rejoignent également l'équipe. La vététiste Annika Langvad s'essaie à la route dans la formation.
Au niveau des départs, Elizabeth Deignan, déjà indisponible en 2018 et ancienne leader, quitte l'équipe. Elle est accompagnée vers la formation Trek par la Polonaise Anna Plichta. Enfin, Megan Guarnier, autre pilier de l'équipe, annonce sa retraite.
| Arrivées       | Équipe 2018      |
| -------------- | ---------------- |
| Eva Buurman    | Trek-Drops       |
| Jolien D'Hoore | Mitchelton-Scott |
| Katie Hall     | UnitedHealthcare |
| Annika Langvad | VTT              |

| Départs           | Équipe 2019         |
| ----------------- | ------------------- |
| Elizabeth Deignan | Trek Factory Racing |
| Megan Guarnier    | Retraite            |
| Anna Plichta      | Trek Factory Racing |

## Effectif et encadrement

### Effectif
| Effectif 2019             | Effectif 2019     | Effectif 2019 | Effectif 2019                           |
| Cycliste                  | Date de naissance | Pays          | Équipe précédente                       |
| ------------------------- | ----------------- | ------------- | --------------------------------------- |
| Chantal Blaak             | 22 octobre 1989   | Pays-Bas      | Specialized-Lululemon (2014)            |
| Eva Buurman               | 7 septembre 1994  | Pays-Bas      | Trek-Drops (2018)                       |
| Karol-Ann Canuel          | 18 avril 1988     | Canada        | Velocio-SRAM (2015)                     |
| Jolien D'Hoore            | 14 mars 1990      | Belgique      | Mitchelton-Scott (2018)                 |
| Amalie Dideriksen         | 24 mai 1996       | Danemark      | Amager Cykle Ring (2014)                |
| Katie Hall                | 6 janvier 1987    | États-Unis    | UnitedHealthcare Women's Team (2018)    |
| Annika Langvad            | 22 mars 1984      | Danemark      | Boels Dolmans (2019)                    |
| Christine Majerus         | 25 février 1987   | Luxembourg    | Sengers (2013)                          |
| Amy Pieters               | 1 juin 1991       | Pays-Bas      | Wiggle High5 (2016)                     |
| Skylar Schneider          | 3 septembre 1998  | États-Unis    | Team Illuminate (2017)                  |
| Jip van den Bos           | 12 avril 1996     | Pays-Bas      | Parkhotel Valkenburg Continental (2016) |
| Anna van der Breggen      | 18 avril 1990     | Pays-Bas      | Rabo Liv Women (2016)                   |
|                           |                   |               |                                         |
| Source : Cycling Archives |                   |               |                                         |

Portraits
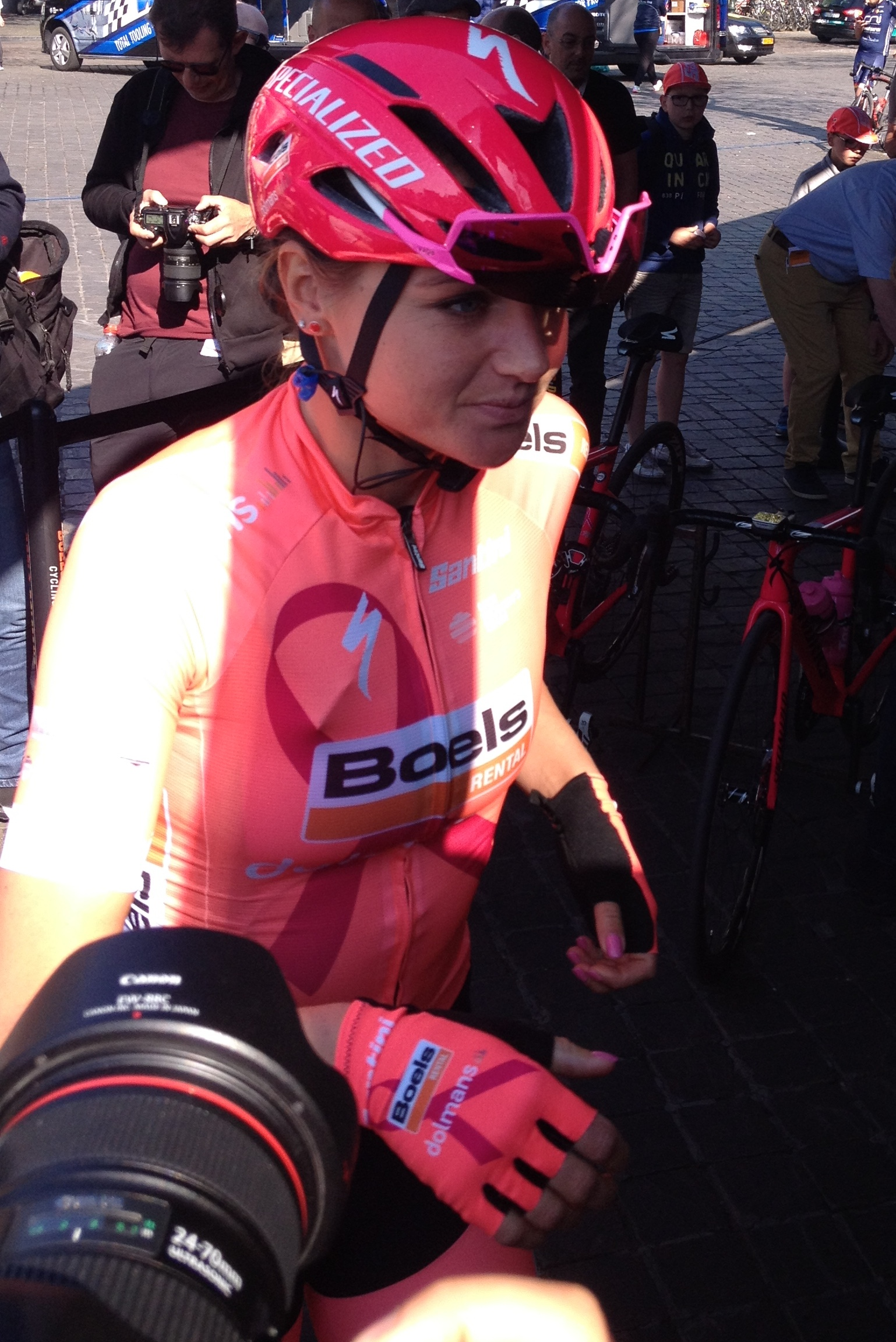
Chantal Blaak
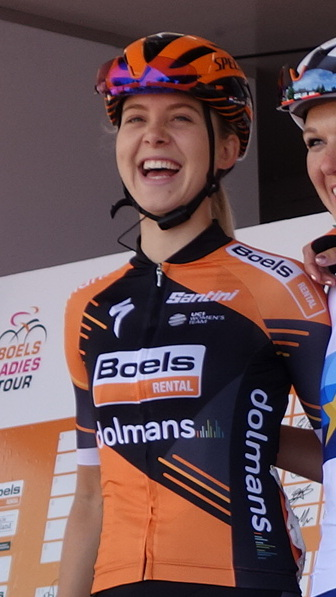
Jip van den Bos
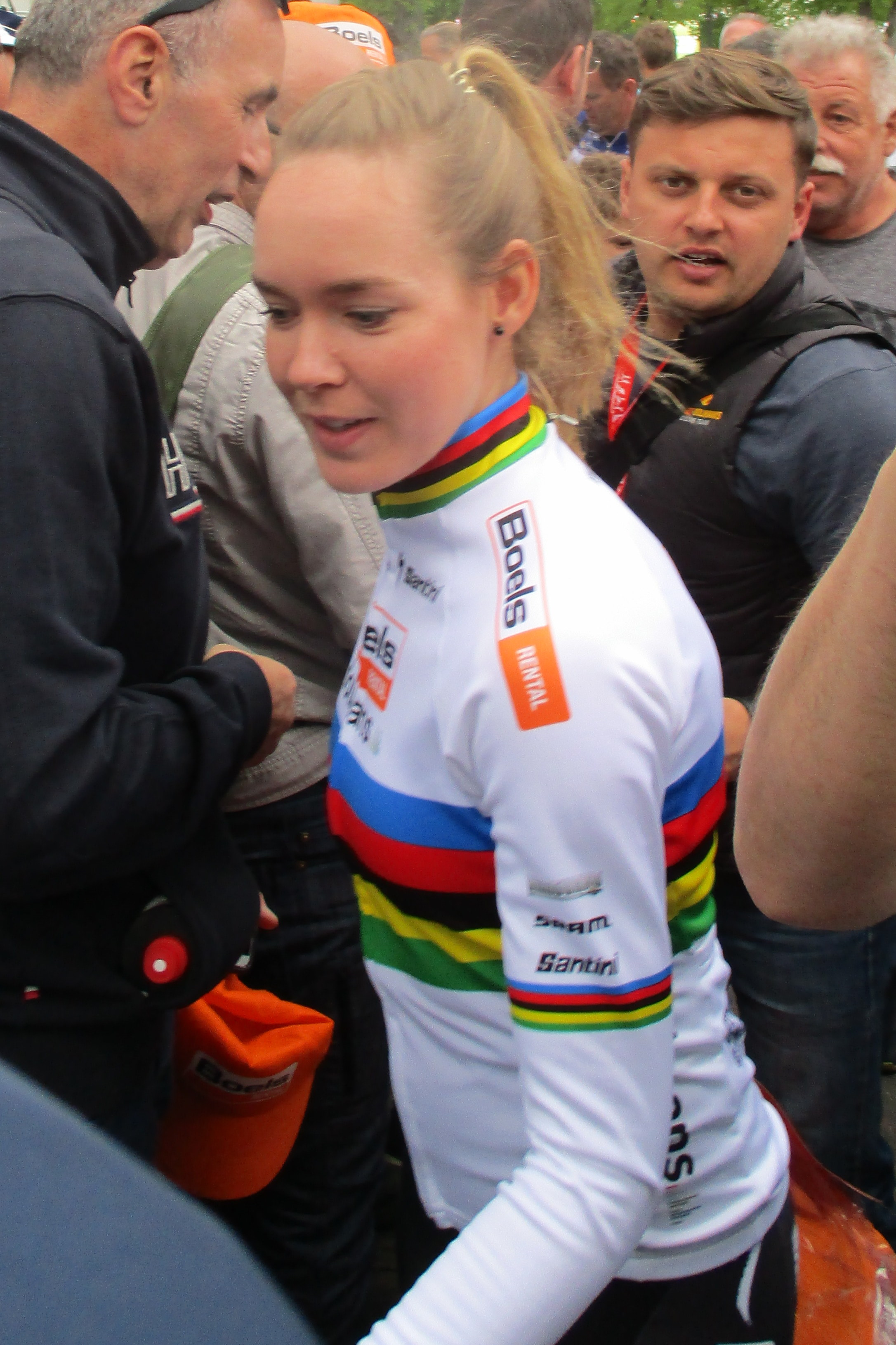
Anna van der Breggen
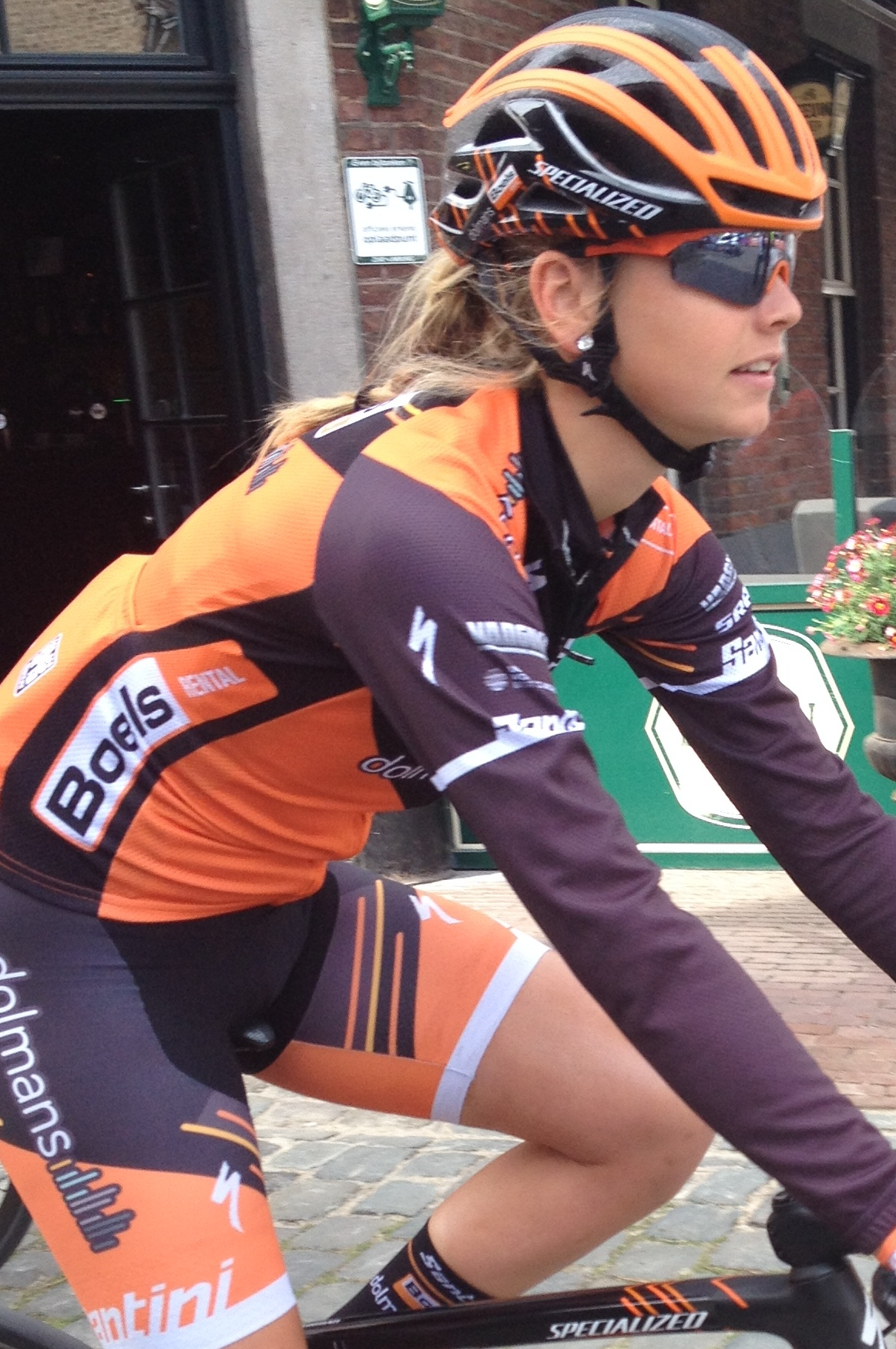
Eva Buurman
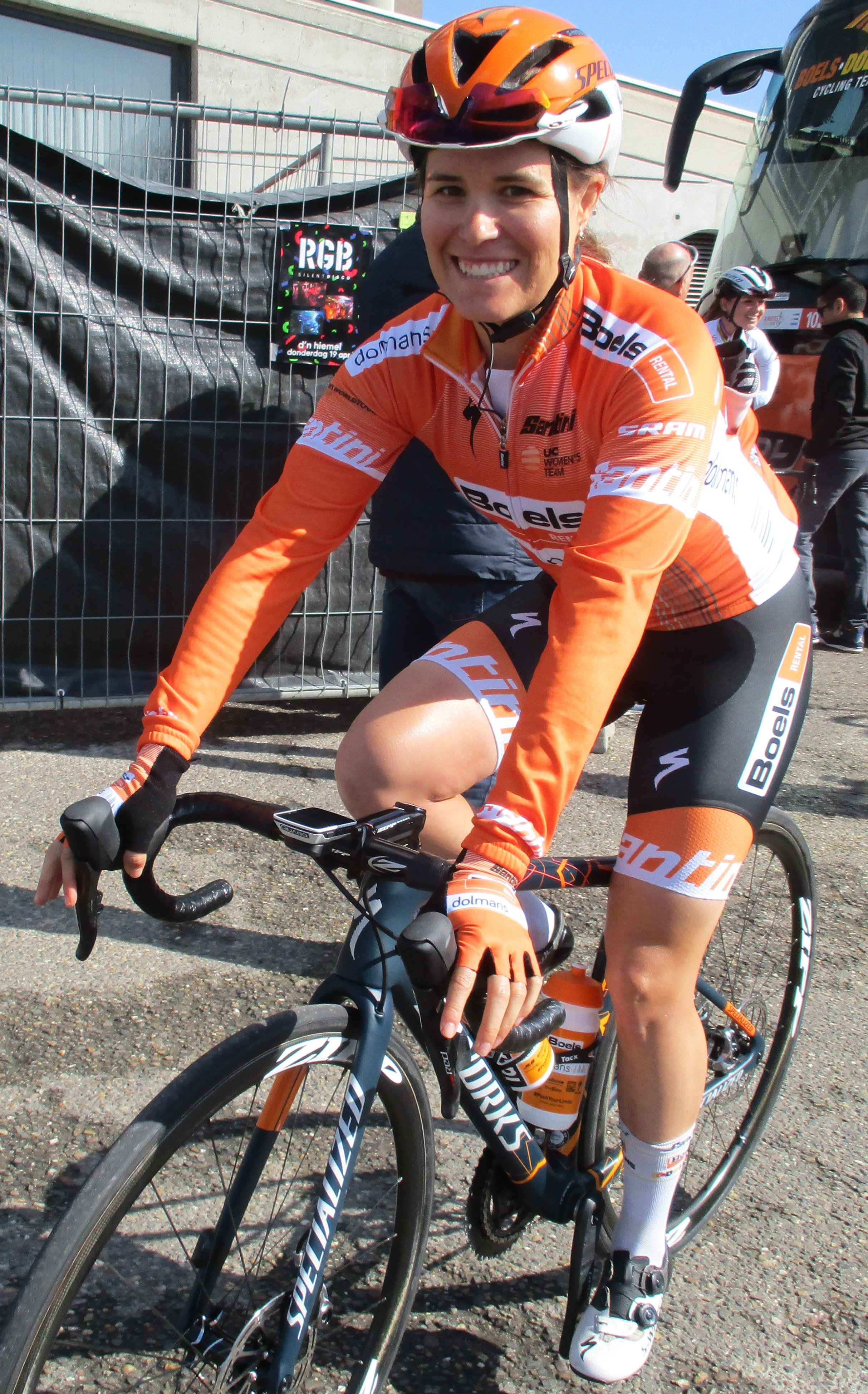
Karol-Ann Canuel en 2018.
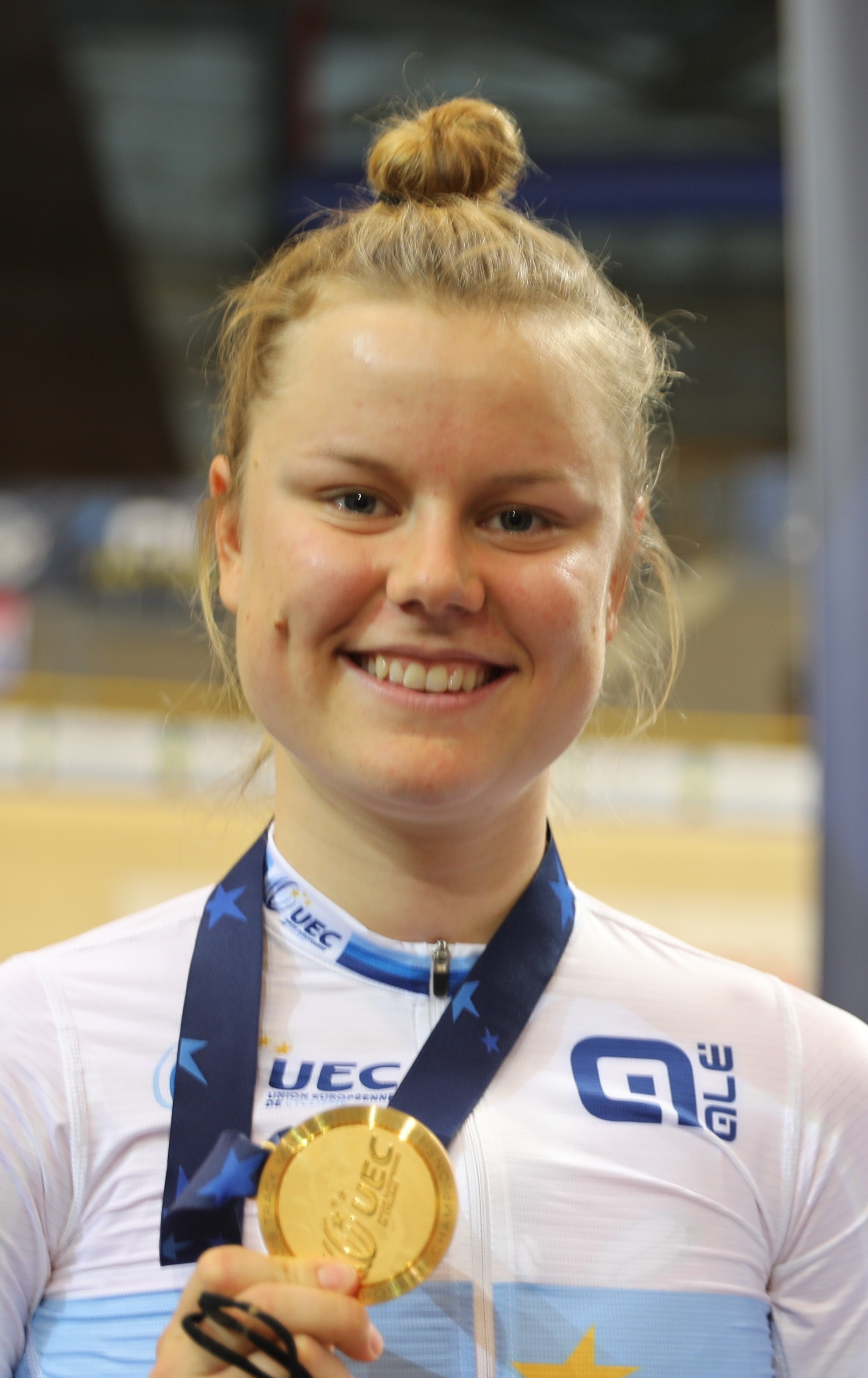
Amalie Dideriksen
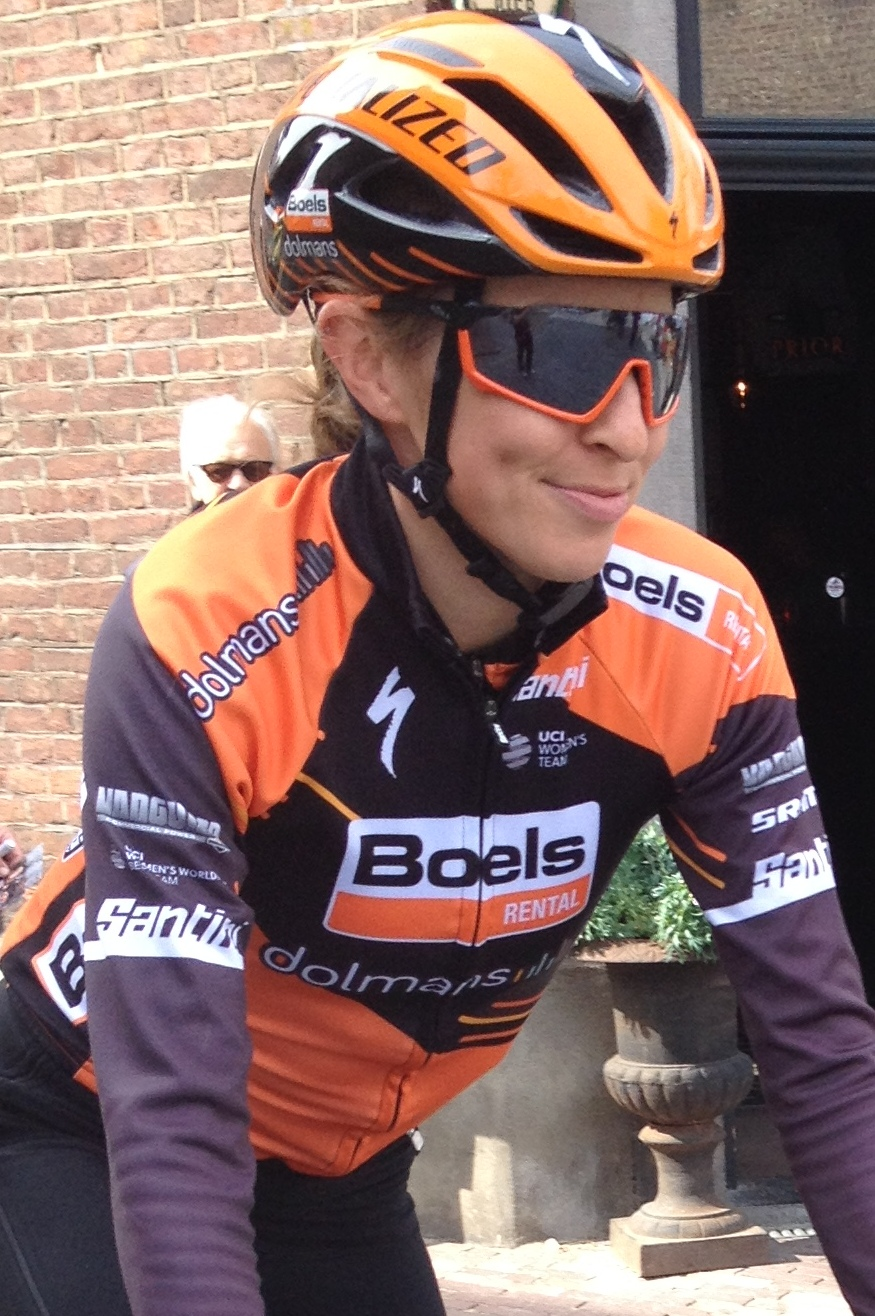
Katie Hall
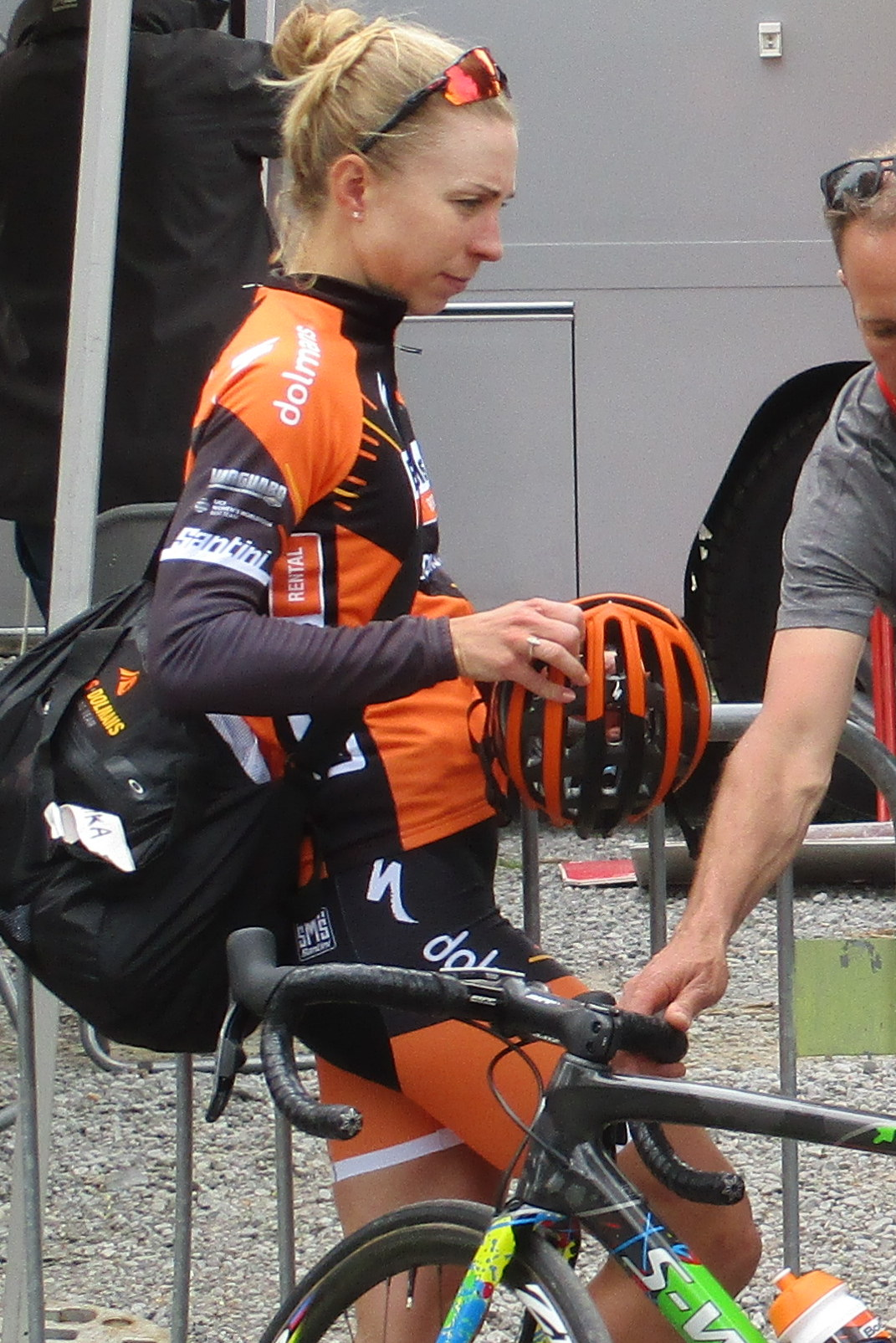
Annika Langvad
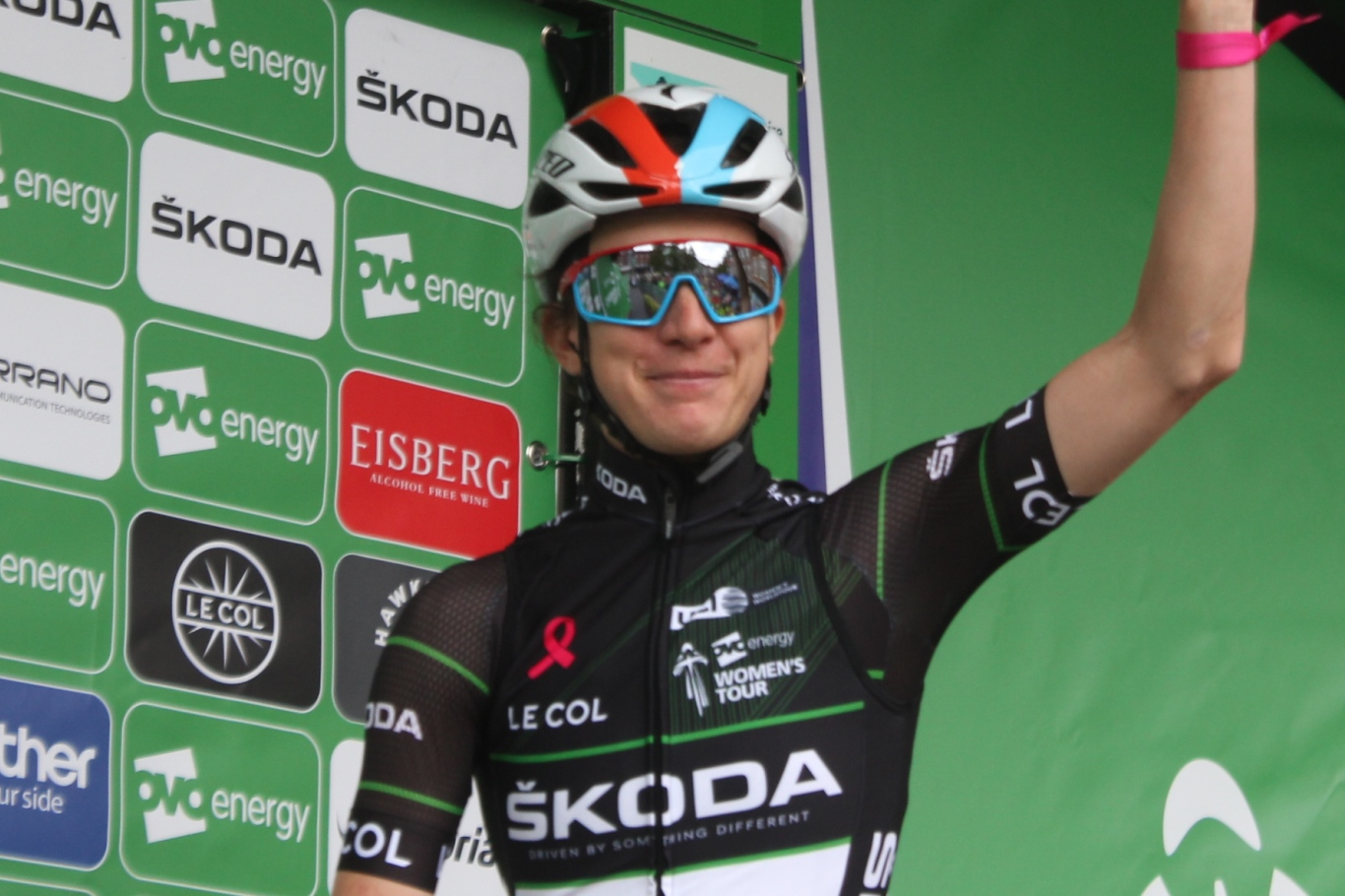
Christine Majerus
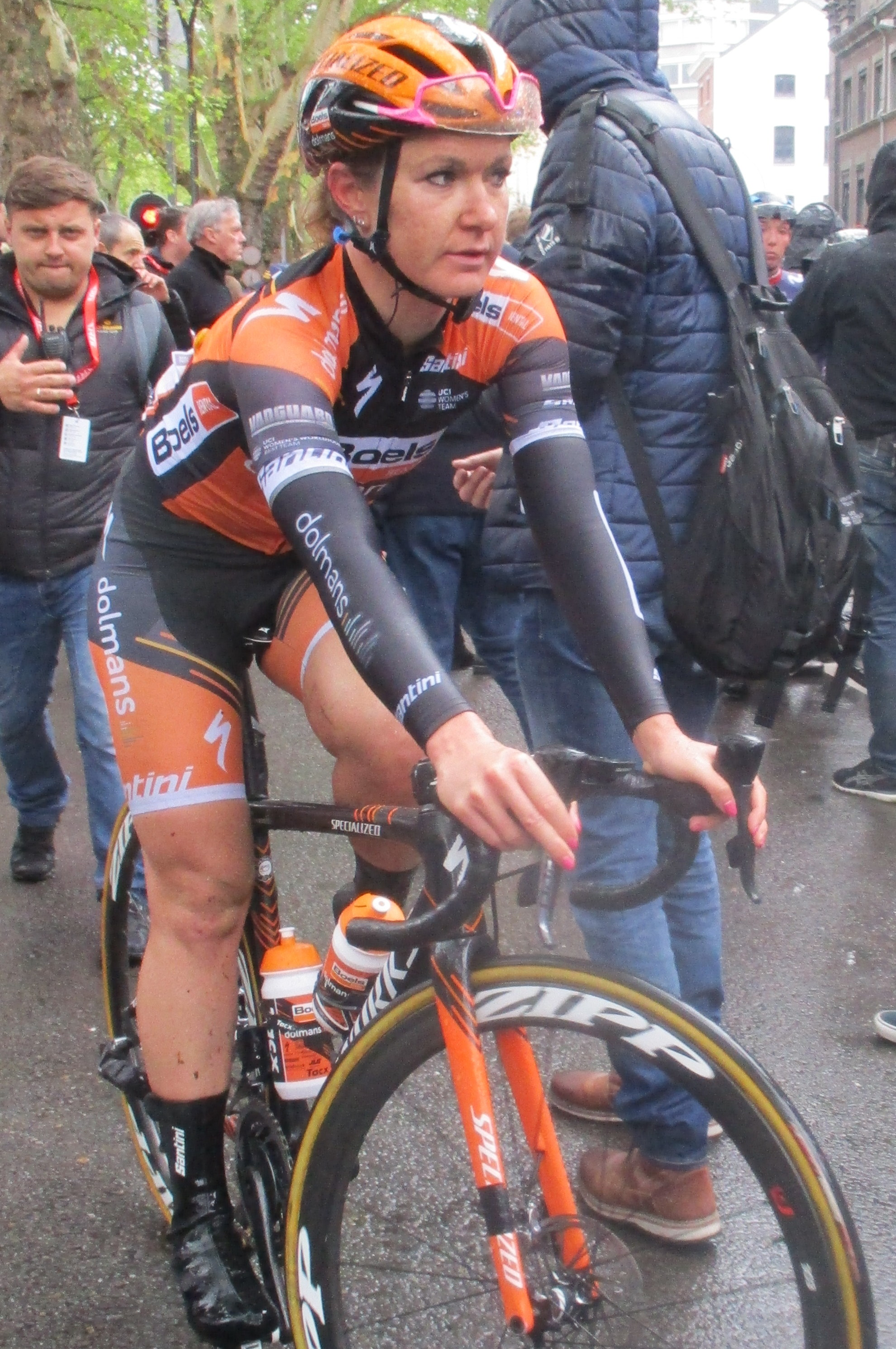
Amy Pieters
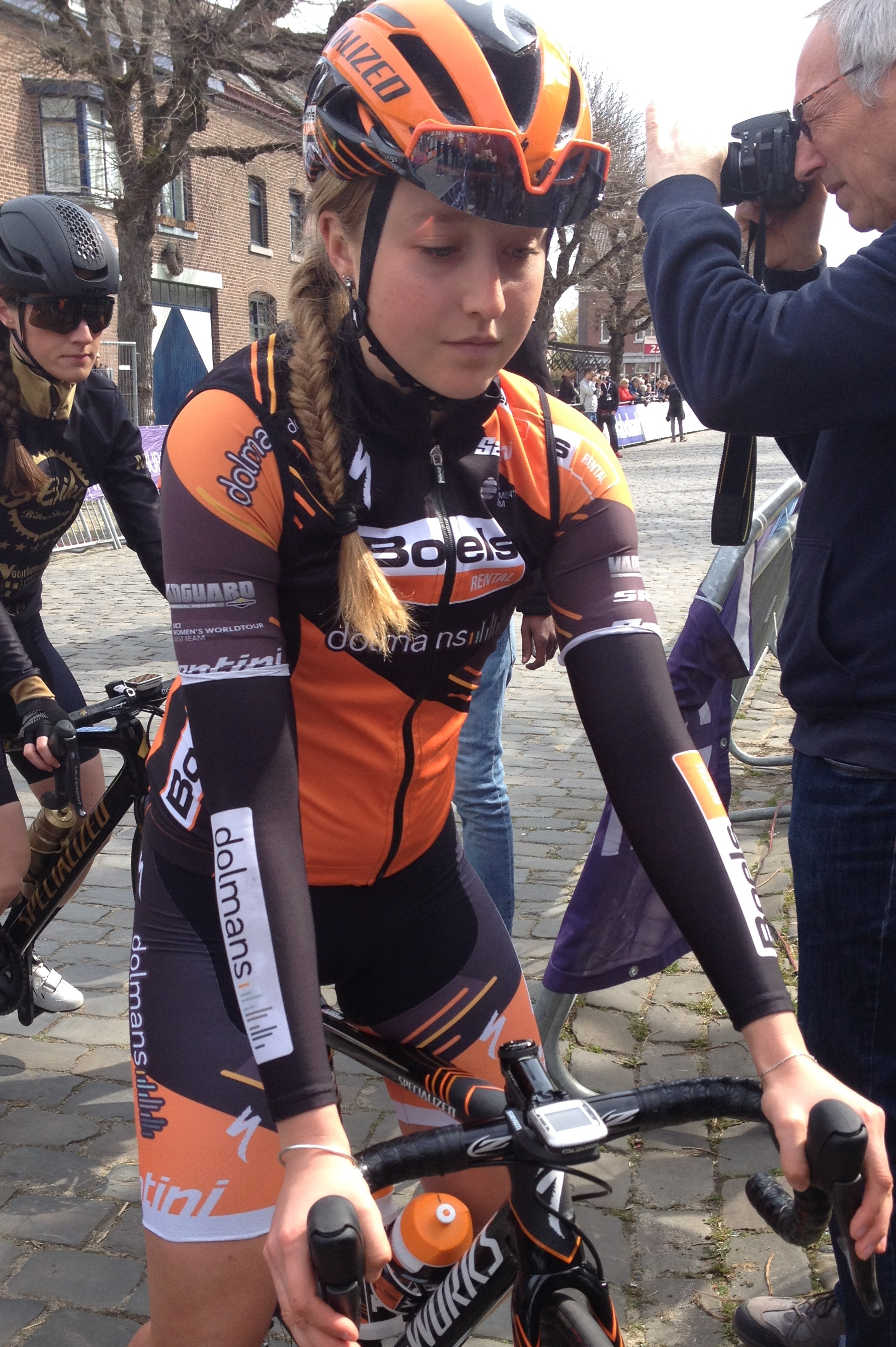
Skylar Schneider

### Encadrement
Le directeur sportif de l'équipe est Danny Stam, ses adjoints sont Bram Sevens et Richard Groenendaal. Le représentant de l'équipe auprès de l'UCI est Roel Janssens.

## Déroulement de la saison

### Mars
Sur piste, Amy Pieters, avec Kirsten Wild, remporte les championnats du monde de la course à l'américaine à Pruszków.
Au circuit Het Nieuwsblad, dans le Molenberg, cinq coureuses sortent du peloton. Elles sont rejointes immédiatement après par d'autres coureuses dont Anna van der Breggen. Chantal Blaak attaque ensuite dans le Tenbosse. Katarzyna Niewiadoma l'accompagne. Elles sont reprises plus loin. Le mur de Grammont se montre décisif. Chantal Blaak ouvre la route, avec Anna van der Breggen et les autres favorites dans la roue. Elles prennent quelques mètres d'avance sur le peloton dans la montée. Après la descente, Chantal Blaak place une offensive nette. Annemiek van Vleuten tente de la prendre en chasse, mais Anna van der Breggen la marque. Chantal Blaak s'impose. Le groupe de poursuite est repris par le peloton dans les derniers kilomètres. Marta Bastianelli gagne le sprint pour la deuxième place devant Jip van den Bos. Au Samyn, le parcours vallonné entraîne de nombreuses cassures et un groupe d'une vingtaine de coureuses mène la course à 35 kilomètres de l'arrivée. Huit d'entre elles dont Jip van den Bos parviennent à prendre le large juste avant le dernier tour de circuit. le dernier secteur pavé, à 5 kilomètres de l'arrivée, Jip van den Bos parvient à s'extraire du groupe de tête et s'impose en solitaire.
Aux  Strade Bianche, dans le cinquième secteur, Karol-Ann Canuel part en échappée dans un groupe de cinq. Elles sont reprises, mais la Canadienne repart avec deux autres compagnons. Elles sont reprises dans le secteur six. Un groupe de onze favorites se forme ensuite. À treize kilomètres de l'arrivée, Chantal Blaak et Janneke Ensing passent à l'offensive. Blaak se retrouve seul dans le secteur suivant, mais bute sur la côte s'y trouvant. Annemiek van Vleuten réalise alors le bon et dépasse Chantal Blaak. ans l'ascension finale, Annika Langvad remonte en tête et vient prendre la deuxième place de la course,. Au Drentse 8, Jolien D'Hoore se brise la clavicule. Au niveau de la course, Amy Pieters fait partie du groupe de tête et prend la deuxième place derrière Audrey Cordon-Ragot partie seule. Au Tour de Drenthe, à l'approche du dernier secteur, le rythme augmente considérablement sous l'impulsion de la formation Boels Dolmans. Dans celui-ci, Chantal Blaak ouvre la route. À la sortie du secteur, Ellen van Dijk attaque immédiatement. Chantal Blaak tente de suivre, mais un trou se forme. Après un moment de flottement, Blaak part avec Marta Bastianelli dans la roue. La coopération n'est pas optimale, mais elles finissent par reprendre Ellen van Dijk. Le reste du groupe est alors loin derrière. Dans les deux derniers kilomètres, Marta Bastianelli doit prendre le vent seule. Chantal Blaak tente de la surprendre en ouvrant le sprint, mais l'Italienne la maintient à niveau et s'impose malgré le dernier coup de reins de la Néerlandaise. Derrière, Amy Pieters règle le reste du groupe. Au Trofeo Alfredo Binda-Comune di Cittiglio, Chantal Blaak se classe onzième du sprint.

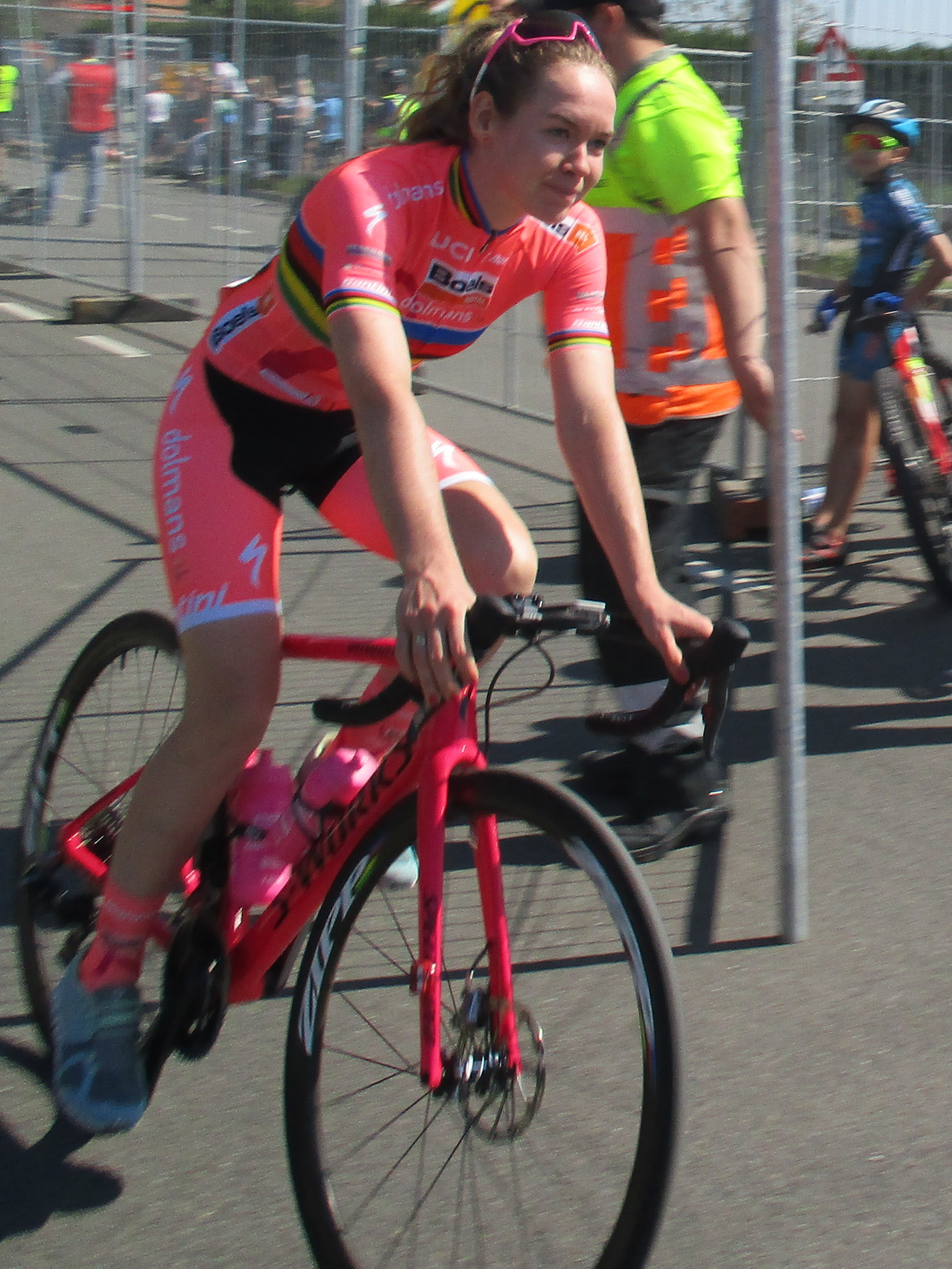
Anna van der Breggen à l'Amstel Gold Race

Aux Trois Jours de La Panne, l'équipe contrôle la course. Christine Majerus fait le poisson pilote pour Amalie Dideriksen qui lance son sprint de très loin et recule dans les derniers mètres au-delà de la dixième place,. À Gand-Wevelgem, Jip van den Bos tente de s'échapper dans le final, mais sans succès. Au sprint, Amy Pieters est cinquième,,.

### Avril
Au Tour des Flandres, Chantal Blaak ne parvient pas à suivre le groupe de Marta Bastianelli dans le vieux Quaremont et finit septième. À l'Healthy Ageing Tour, Christine Majerus est troisième du sprint de la première étape. Le lendemain, Jolien D'Hoore gagne le sprint du peloton pour la troisième place. Sur la troisième étape, à vingt-quatre kilomètres de l'arrivée, Christine Majerus sort du groupe de tête. Elle compte environ quarante secondes d'avance. Elle est reprise à quatre kilomètres du but. Jolien D'Hoore contre, puis Christine Majerus. Lisa Brennauer est attentive et les reprend. Anna van der Breggen est ensuite troisième du contre-la-montre individuel et Amy Pieters huitième. L'après-midi, Jip van den Bos se classe troisième après être partie en poursuite des échappées. Sur la dernière étape, Jolien D'Hoore est deuxième du sprint derrière Kirsten Wild. Au classement général, Amy Pieters est quatrième, Jolien D'Hoore sixième et Christine Majerus huitième. La formation remporte le classement par équipes.
À l'Amstel Gold Race, à quarante-et-un kilomètres de la ligne,dans le Cauberg, les principales favorites, dont Anna van der Breggen se découvrent. Dans la descente, un regroupement a lieu. Elles sont alors dix-neuf en tête. Amanda Spratt, Katie Hall et Elisa Longo Borghini sortent alors. Elles comptent une vingtaine de secondes d'avance. Dans l'avant-dernière ascension du Cauberg, Katarzyna Niewiadoma revient seule sur les échappées. Dans la montée du Geulhemmerberg, un nouveau regroupement se produit. Dans le final plusieurs coureuses sortent mais sans membre de l'équipe. Tout se joue néanmoins dans la dernière ascension du Cauberg. Annika Langvad finit quatrième devancée au sprint par Marianne Vos,. À la Flèche wallonne, tout se décide dans le mur de Huy. Katarzyna Niewiadoma attaque en premier. Van der Breggen temporise jusqu'au deux cents mètres avant de produire son effort. Elle s'impose devant Annemiek van Vleuten qui passe Annika Langvad dans les derniers mètres. Elle est ainsi codétentrice du record de victoires avec Marianne Vos quatrième. À  Liège-Bastogne-Liège, Annemiek van Vleuten attaque dans la côte de la Redoute. Anna van der Breggen et Elisa Longo Borghini tentent de la suivre, mais sans succès.  Dans la côte de la Roche aux Faucons, Elisa Longo Borghini rejoint Lizzie Deignan accompagnée d'Annika Langvad. Le trio est néanmoins repris dans le final. Anna van der Breggen se classe douzième.

### Mai

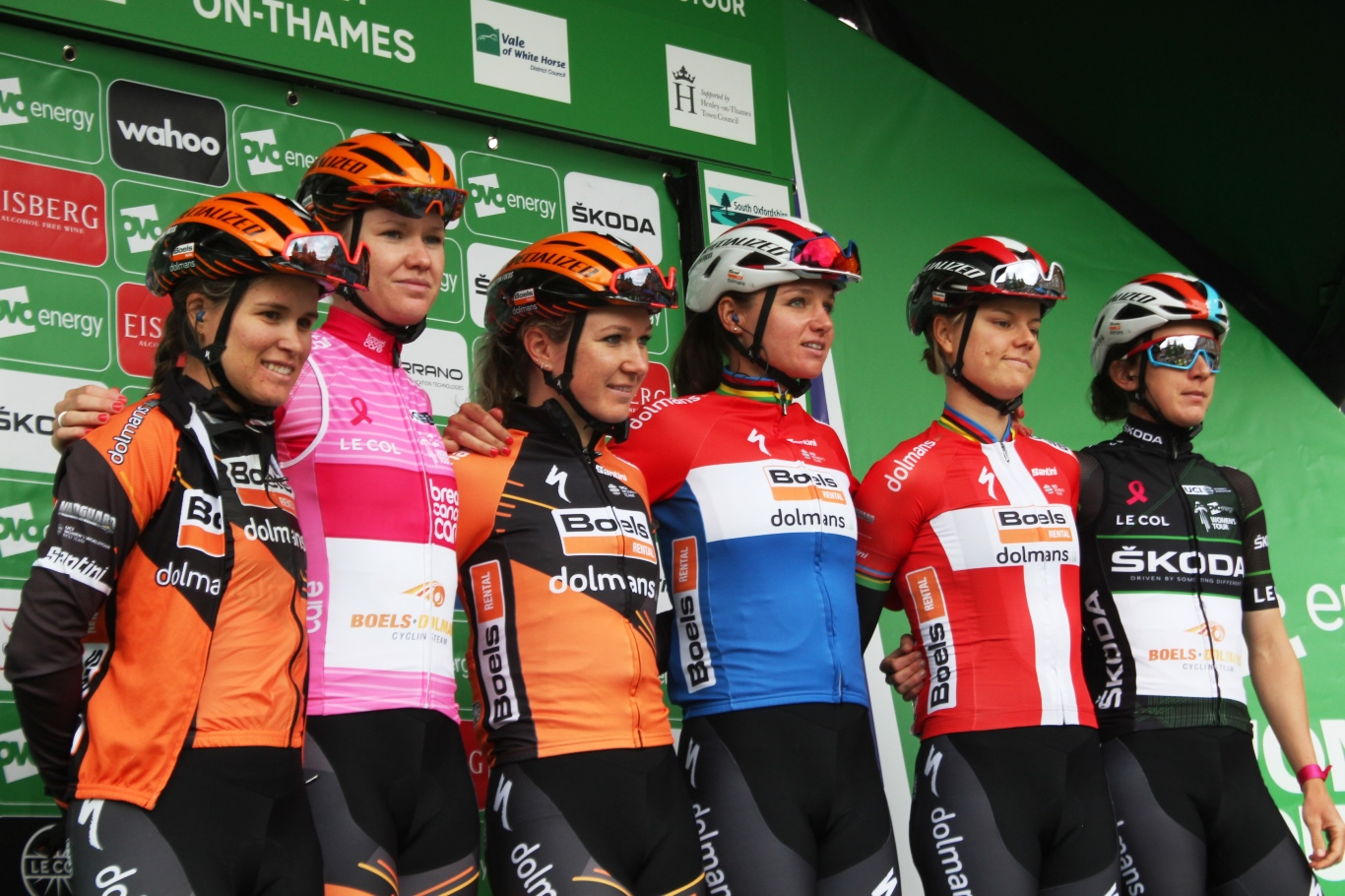
Équipe au Women's Tour

Au Tour de Californie, Boels Dolmans contrôle la course. Olga Zabelinskaya arrive au pied de la dernière côte avec trente secondes d'avance. Dans celle-ci, Anna van der Breggen et Lizzie Deignan passe à l'offensive. Elles rejoignent la fuyarde. Anna van der Breggen poursuit sur sa lancée et s'impose seule. Le lendemain, dans l'ascension finale, à cinq kilomètres du sommet, un groupe de favorites se forme. Katie Hall s'en extrait, suivie ensuite par sa coéquipière Anna van der Breggen. Elles passent la ligne ensemble, Katie Hall ayant le privilège d'occuper la première place. Lors de la dernière étape, Anna van der Breggen veille personnellement à garder le peloton groupé. L'étape se conclut au sprint. Anna van der Breggen remporte l'épreuve devant Katie Hall.
À l'Emakumeen Euskal Bira, Jolien D'Hoore gagne la première étape au sprint. Sur la deuxième étape, Amy Pieters se montre active. Elle se classe finalement quatrième du sprint en côte. Dans l'ultime étape, Christine Majerus fait partie du groupe d'échappée qui se présente au pied de la dernière difficulté en tête. Le groupe s'y fait reprendre par le peloton, mais la Luxembourgeoise est la plus rapide de celui-ci et prend la deuxième place de l'étape.

### Juin

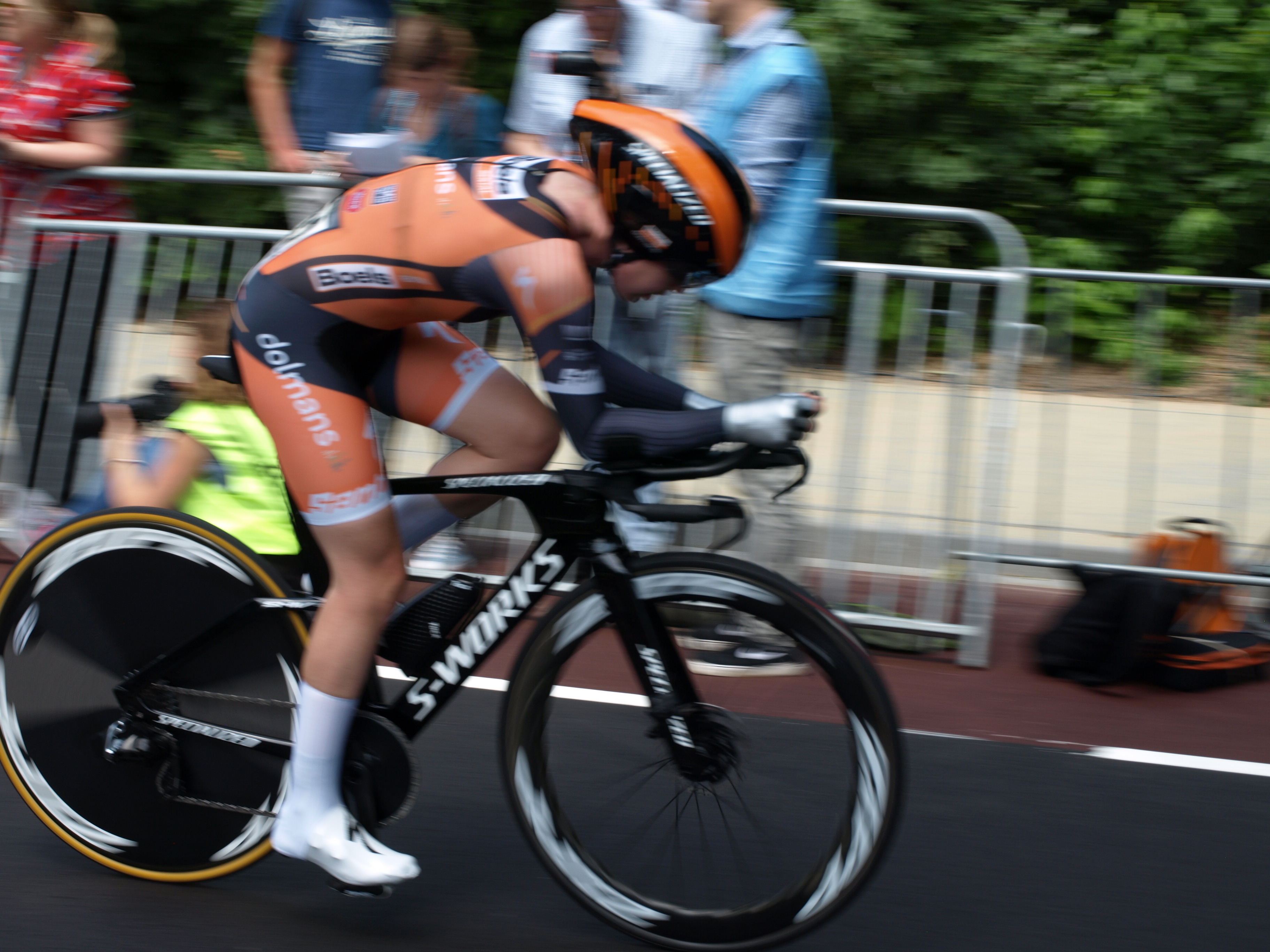
Anna van der Breggen lors du championnat des Pays-Bas

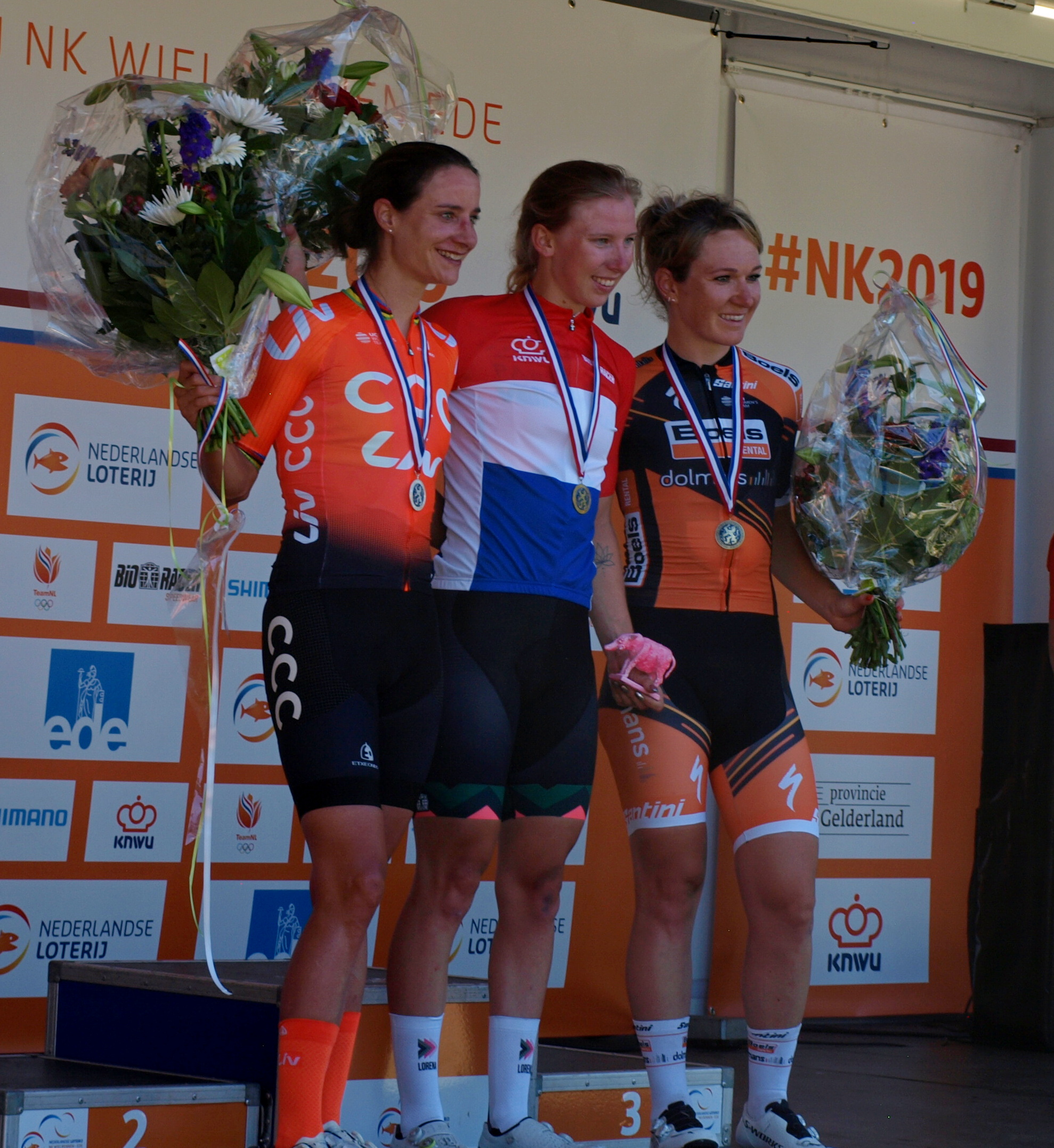
Amy Pieters sur le podium du championnat des Pays-Bas sur route

Au Women's Tour, Christine Majerus chasse les points du prix des monts. Jolien D'Hoore remporte la première étape au sprint, Amy Pieters est deuxième. Elle récidive sur la troisième étape. La quatrième étape se conclut par un sprint en côte. Amy Pieters est quatrième, neuf secondes derrière la vainqueur Katarzyna Niewiadoma. Le lendemain, Elisa Longo Borghini, Lizzie Deignan et Niewiadoma se jouent la victoire. Derrière, Christine Majerus est cinquième et Amy Pieters sixième. Sur l'ultime étape, Chantal Blaak fait partie de l'échappée. La course se conclut au sprint et Amy Pieters s'impose. Elle est troisième du classement général final, Christine Majerus est quatrième. Elle est deuxième du classement de la montagne pour un point face à Niewiadoma.
Aux championnats du Canada, Karol-Ann Canuel se classe deuxième du contre-la-montre. Sur route, la météo est venteuse et pluvieuse, à huit kilomètres de l'arrivée Karol-Ann Canuel profite d'une ascension pour sortir du groupe des favorites. Elle s'impose en solitaire. Au Danemark, Amalie Dideriksen gagne le titre sur route. Christine Majerus continue sa série avec un dixième titre sur route consécutif et un treizième en contre-la-montre au Luxembourg.

### Juillet
Au Tour d'Italie, la formation Boels-Dolmans est cinquième du contre-la-montre par équipes avec une minute quatre de retard sur la Canyon-SRAM. Dans l'arrivée en côte de la deuxième étape, Anna van der Breggen se classe quatrième. La cinquième étape est celle reine. Une échappée se forme dès le départ avec Karol-Ann Canuel.  Elle est immédiatement reprise par la formation Mitchelton-Scott. Dès le pied de la montée finale, Annemiek van Vleuten place une attaque nette, Anna van der Breggen ne tente pas de la suivre. Van Vleuten n'est plus rejointe et s'impose avec deux minutes cinquante d'avance sur le reste des poursuivantes dont Van der Breggen. Sur le contre-la-montre, Anna van der Breggen est deuxième cinquante-deux secondes derrière Van Vleuten. Elle pointe alors à troisième du classement général à égalité de temps avec Katarzyna Niewiadoma. Sur la septième étape, les favorites se neutralisent. Au sprint, Anna van der Breggen est deuxième derrière Marianne Vos. Lors de l'arrivée au sommet de la neuvième étape, Anna van der Breggen et Annemiek van Vleuten se livrent un duel. Annemiek van Vleuten place une attaque avant la partie la plus difficile de l'ascension. Anna van der Breggen gère derrière. À un kilomètre et demi de la ligne, elle compte quinze secondes de retard. Van Vleuten faiblit néanmoins et Van der Breggen la passe aux quatre cent mètres. Katie Hall est cinquième. Au classement général final, Anna van der Breggen est deuxième, Katie Hall septième.
Au BeNe Ladies Tour, Amy Pieters est troisième du prologue trois secondes derrière Lisa Klein. Le lendemain, grâce aux bonifications, elle prend la tête du classement général. Néanmoins, l'étape est surtout marquée par la lourde chute de Jolien D'Hoore qui se brise le coude,. Lors du contre-la-montre individuel, Amy Pieters est une nouvelle fois troisième, mais Lisa Klein a seize secondes d'avance et reprend la tête du classement général. La Néerlandaise est quatrième de la dernière étape et conclut ainsi le Tour à la deuxième place.
À La course by Le Tour de France, Karol-Ann Canuel se montre active, mais l'échappée est reprise.

### Août

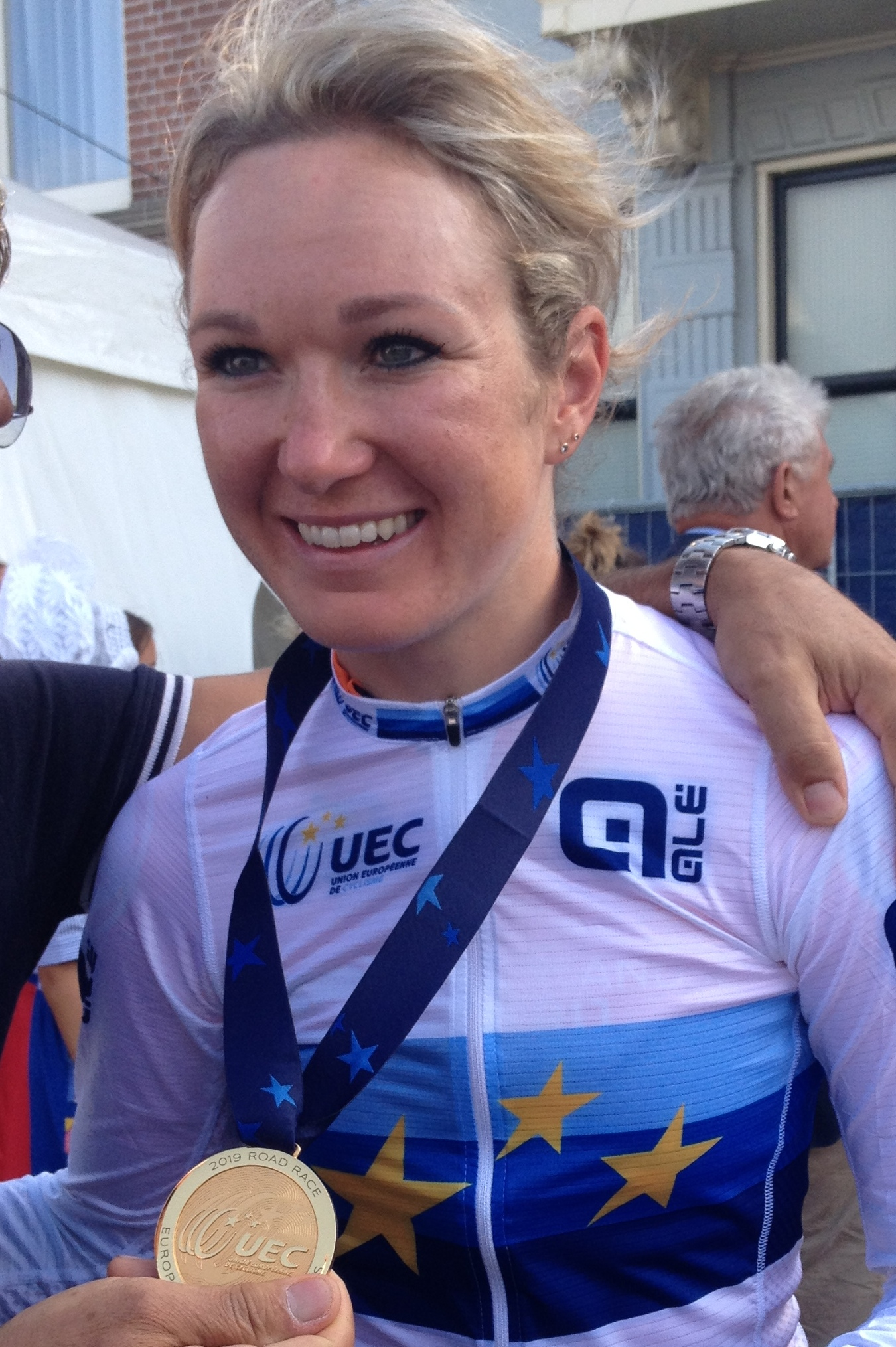
Amy Pieters, championne d'Europe

À la RideLondon-Classique, Christine Majerus est septième du sprint,.
Aux championnats d'Europe sur route, Amy Pieters gagne avec la sélection néerlandaise le titre en contre-la-montre relais. Sur la course en ligne, elle part en échappée avec Elena Cecchini et Lisa Klein. Au sprint, elle devance ses compagnons de fuite et devient ainsi championne d'Europe à deux pas de chez elle.
Au contre-la-montre par équipes de l'Open de Suède Vårgårda, la formation triple tenante du titre se classe quatrième. Sur la course en ligne, au bout de trente-cinq kilomètres, le secteur gravier provoque la formation d'un groupe de quatorze coureuses dont Anna van der Breggen et Amy Pieters.  Leur avance atteint la minute à cent kilomètres de l'arrivée. Elles sont reprises trente-huit kilomètres plus loin. Au sprint, Amy Pieters prend la cinquième place. Au Tour de Norvège, Amalie Dideriksen est troisième de la première étape au sprint. 
Au Grand Prix de Plouay, Anna van der Breggen est toujours à l'avant du peloton lors des différentes côtes et maintient son avance jusqu'au bout. Derrière, Amy Pieters vient prendre la troisième place au sprint.

### Septembre

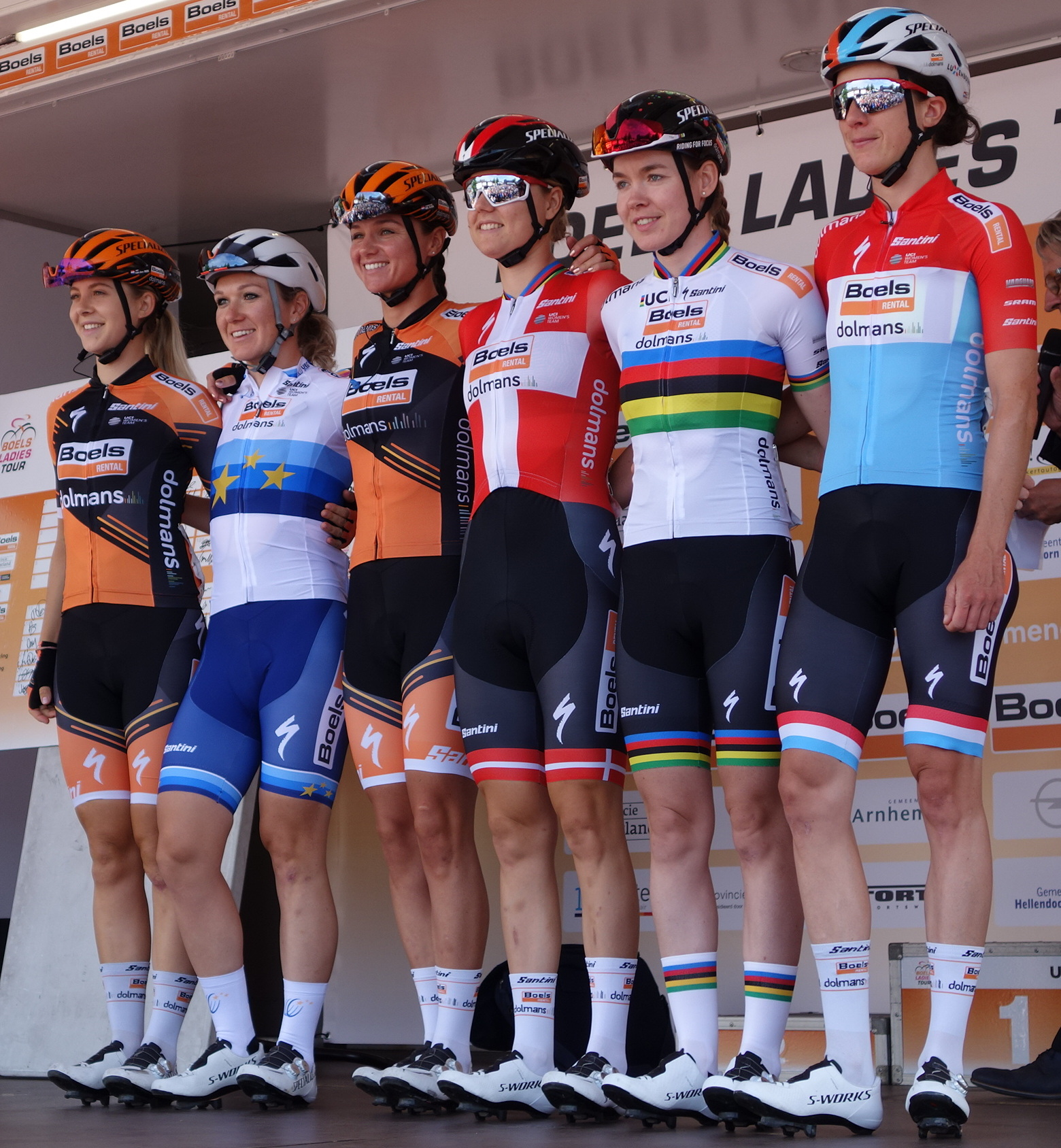
Équipe au Boels Ladies Tour

Au Boels Ladies Tour, Anna van der Breggen est sixième du prologue, Christine Majerus huitième et Amy Pieters neuvième. Cette dernière est quatrième du sprint lors des deux étapes suivantes,. Sur la deuxième étape, Anna van der Breggen a par ailleurs tenté de sortir, mais sans succès. Le lendemain, dans une des dernières difficultés de la journée, Lisa Klein, Amy Pieters, Lizzie Deignan et Amanda Spratt s'échappent. Elles se disputent la victoire avec quelques secondes d'avance sur le peloton. Lisa Klein s'impose par une faible marge devant Amy Pieters et prend la tête du classement général. Sur la quatrième étape, le vent de côté provoque la formation d'un groupe d'une vingtaine de coureuses à mi-course. Alors que les formations WNT et Trek mènent la poursuite, devant trois coureuses sortent. Il s'agit de : Franziska Koch, Riejanne Markus et Sara Penton. Christine Majerus les rejoint ensuite. Au sprint, Koch devance de peu Majerus. Cette dernière se console avec la tête du classement général. Cette dernière se classe dixième de la dernière étape et s'impose au classement général. Amy Pieters est cinquième.
Aux championnats du monde, sur le relais mixte Amy Pieters remporte la médaille d'or avec l'équipe des Pays-Bas. Sur le contre-la-montre individuel, Anna van der Breggen est certes deuxième mais distancée de plus d'une minute trente par Chloe Dygert. Karol-Ann Canuel est douzième. Sur la course en ligne, après l'attaque d'Annemiek van Vleuten dans la côte de Lofthouse, Anna van der Breggen fait partie du groupe de poursuite. Elle suit la première attaque de Chloe Dygert et reste donc à l'avant avec cette dernière, Amanda Spratt et Elisa Longo Borghini. Anna van der Breggen ne peut suivre une des attaques de l'Américaine. Cependant cette dernière faiblit et est dépassée par Amanda Spratt et la Néerlandaise, alors qu'Elisa Longo Borghini a dû lâchée. Dans les cinq derniers kilomètres, van der Breggen continue à accélérer pour lâcher l'Australienne et obtenir la médaille d'argent,. Christine Majerus est onzième.

## Victoires

### Sur route
| Victoires | Victoires                                     | Victoires   | Victoires | Victoires            | Victoires |
| Date      | Course                                        | Pays        | Classe    | Vainqueur            |           |
| --------- | --------------------------------------------- | ----------- | --------- | -------------------- | --------- |
| 2 mars    | Circuit Het Nieuwsblad                        | Belgique    | 1.1       | Chantal Blaak        |           |
| 5 mars    | Le Samyn des Dames                            | Belgique    | 1.2       | Jip van den Bos      |           |
| 24 avr.   | Flèche wallonne                               | Belgique    | 1.WWT     | Anna van der Breggen |           |
| 16 mai    | 1re étape du Tour de Californie               | États-Unis  | 2.WWT     | Anna van der Breggen |           |
| 17 mai    | 2e étape du Tour de Californie                | États-Unis  | 2.WWT     | Katie Hall           |           |
| 18 mai    | Classement général, Tour de Californie        | États-Unis  | 2.WWT     | Anna van der Breggen |           |
| 22 mai    | 1re étape, Iurreta-Emakumeen Bira             | Espagne     | 2.WWT     | Jolien D'Hoore       |           |
| 31 mai    | La Classique Morbihan                         | France      | 1.1       | Christine Majerus    |           |
| 10 juin   | 1re étape du Tour de Grande-Bretagne féminin  | Royaume-Uni | 2.WWT     | Jolien D'Hoore       |           |
| 12 juin   | 3e étape du Tour de Grande-Bretagne féminin   | Royaume-Uni | 2.WWT     | Jolien D'Hoore       |           |
| 15 juin   | 6e étape du Tour de Grande-Bretagne féminin   | Royaume-Uni | 2.WWT     | Amy Pieters          |           |
| 28 juin   | Championnat du Luxembourg du contre-la-montre | Luxembourg  | CN        | Christine Majerus    |           |
| 29 juin   | Championnat du Luxembourg sur route           | Luxembourg  | CN        | Christine Majerus    |           |
| 29 juin   | Championnat du Canada sur route               | Canada      | CN        | Karol-Ann Canuel     |           |
| 30 juin   | Championnat du Danemark sur route             | Danemark    | CN        | Amalie Dideriksen    |           |
| 13 juill. | 9e étape du Tour d'Italie                     | Italie      | 2.WWT     | Anna van der Breggen |           |
| 10 août   | Championnat d'Europe sur route                | Pays-Bas    | CC        | Amy Pieters          |           |
| 8 sept.   | Classement général, Simac Ladies Tour         | Pays-Bas    | 2.WWT     | Christine Majerus    |           |

### Sur piste
| Date       | Course                                             | Pays        | Classe | Vainqueur      |
| ---------- | -------------------------------------------------- | ----------- | ------ | -------------- |
| 2 janvier  | Coupe du monde de Hong-Kong, course à l'américaine | Hong Kong   | CM     | Amy Pieters    |
| 18 janvier | Coupe du monde de Cambridge, course à l'américaine | Royaume-Uni | CM     | Jolien D'Hoore |
| 2 mars     | Championnat du monde de la course à l'américaine   | Pologne     | CDM    | Amy Pieters    |

### En cyclo-cross
| Date        | Course                    | Pays       | Classe | Vainqueur         |
| ----------- | ------------------------- | ---------- | ------ | ----------------- |
| 1er janvier | Pétange                   | Luxembourg | C2     | Christine Majerus |
| 6 janvier   | La Mézière                | France     | C1     | Christine Majerus |
| 13 janvier  | Championnat du Luxembourg | Luxembourg | CN     | Christine Majerus |

### Résultats sur les courses majeures

#### World Tour
| Date            | #  | Course                                   | Pays            | Meilleure classée    | Classement |
| --------------- | -- | ---------------------------------------- | --------------- | -------------------- | ---------- |
| 9 mars          | 1  | Strade Bianche                           | Italie          | Annika Langvad       | 2e         |
| 17 mars         | 2  | Tour de Drenthe                          | Pays-Bas        | Chantal Blaak        | 2e         |
| 24 mars         | 3  | Trofeo Alfredo Binda-Comune di Cittiglio | Italie          | Chantal Blaak        | 11e        |
| 28 mars         | 4  | Trois Jours de la Panne                  | Belgique        | Amalie Dideriksen    | 16e        |
| 31 mars         | 5  | Gand-Wevelgem                            | Belgique        | Amy Pieters          | 5e         |
| 7 avril         | 6  | Tour des Flandres                        | Belgique        | Chantal Blaak        | 7e         |
| 21 avril        | 7  | Amstel Gold Race                         | Pays-Bas        | Annika Langvad       | 4e         |
| 24 avril        | 8  | Flèche wallonne                          | Belgique        | Anna van der Breggen | Vainqueur  |
| 28 avril        | 9  | Liège-Bastogne-Liège                     | Belgique        | Anna van der Breggen | 12e        |
| 9-11 mai        | 10 | Tour de l'île de Chongming               | Chine           | -                    | -          |
| 16-18 mai       | 11 | Tour de Californie                       | États-Unis      | Anna van der Breggen | Vainqueur  |
| 22-25 mai       | 12 | Emakumeen XXXI. Bira                     | Espagne         | Christine Majerus    | 11e        |
| 10-15 juin      | 13 | The Women's Tour                         | Grande-Bretagne | Amy Pieters          | 3e         |
| 5-14 juillet    | 14 | Tour d'Italie                            | Italie          | Anna van der Breggen | 2e         |
| 23 juillet      | 15 | La course by Le Tour de France           | France          | Anna van der Breggen | 10e        |
| 3 août          | 16 | RideLondon-Classique                     | Grande-Bretagne | Christine Majerus    | 7e         |
| 10 août         | 16 | Open de Suède Vårgårda TTT               | Suède           | Boels Dolmans        | 4e         |
| 18 août         | 18 | Open de Suède Vårgårda                   | Suède           | Amy Pieters          | 5e         |
| 22-25 août      | 19 | Tour de Norvège                          | Norvège         | Christine Majerus    | 8e         |
| 31 août         | 20 | Grand Prix de Plouay                     | France          | Anna van der Breggen | Vainqueur  |
| 3 -8 septembre  | 21 | Boels Rental Ladies Tour                 | Pays-Bas        | Christine Majerus    | Vainqueur  |
| 14-15 septembre | 22 | La Madrid Challenge by La Vuelta         | Espagne         | Karol-Ann Canuel     | 6e         |
| 20 octobre      | 23 | Tour de Guangxi                          | Chine           | -                    | -          |

Anna van der Breggen est cinquième du classement individuel, Amy Pieters septième et Christine Majerus neuvième. Boels Dolmans est la meilleure équipe.

#### Grand tour
| Grand tour            | Tour d'Italie             |
| --------------------- | ------------------------- |
| Coureuse (classement) | Anna van der Breggen (2e) |
| Accessits             | 1 étape                   |

## Classement mondial
| Classement UCI | Classement UCI       | Classement UCI | Classement UCI |
| Coureuse       | Coureuse             | Pays           | Points         |
| -------------- | -------------------- | -------------- | -------------- |
| 5e             | Anna van der Breggen | Pays-Bas       | 1411 pts       |
| 6e             | Amy Pieters          | Pays-Bas       | 1403 pts       |
| 9e             | Christine Majerus    | Luxembourg     | 1198.67 pts    |
| 39e            | Chantal Blaak        | Pays-Bas       | 505.33 pts     |
| 52e            | Annika Langvad       | Danemark       | 395 pts        |
| 58e            | Katie Hall           | États-Unis     | 323.33 pts     |
| 104e           | Amalie Dideriksen    | Danemark       | 207.67 pts     |
| 105e           | Karol-Ann Canuel     | Canada         | 203 pts        |
| 113e           | Jip van den Bos      | Pays-Bas       | 193.67 pts     |
| 114e           | Jolien D'Hoore       | Belgique       | 190 pts        |
| 327e           | Eva Buurman          | Pays-Bas       | 47.33 pts      |

Boels Dolmans est première du classement par équipes.